# Victoria Cluj
Victoria Cluj was een Roemeense voetbalclub uit de stad Cluj, tegenwoordig Cluj-Napoca. De club werd drie keer Roemeens vicekampioen. 

## Geschiedenis
De club werd in 1920 opgericht nadat de stad Cluj door het Verdrag van Trianon van Hongarije naar Roemenië overgeheveld werd. In 1921/22 bereikte de club reeds de finale om het landskampioenschap en verloor hierin met duidelijke 5-1 cijfers van Chinezul Timișoara. Het volgende seizoen bereikte de club opnieuw de finale en had nu thuisvoordeel tegen Chinezul, maar ging met 0-2 de boot in. De volgende twee seizoenen plaatste stadsrivaal Universitatea Cluj zich voor de eindronde, maar in 1925/26 was de club opnieuw paraat, maar verloor in de eerste ronde van AMEF Arad. In 1927 veranderde de clubnaam in România Cluj en bereikte nog twee keer de eindronde. In 1929 werd opnieuw de finale behaald, maar dit keer was Venus Boekarest te sterk. 
Nadat in 1932/33 de huidige competitie van start ging speelde de club meteen in de hoogste klasse en eindigde drie seizoenen in de middenmoot. In 1935 nam de club opnieuw de naam Victoria aan en vocht nu tegen degradatie. Na twee betere seizoenen werd de club laatste in 1940. Door de Tweede Scheidsrechterlijke Uitspraak van Wenen behoorde Cluj opnieuw toe aan Hongarije en speelde daar in lagere competities mee.
Na de oorlog werd de stad opnieuw Roemeens en de club speelde in 1946/47 in de tweede klasse, waar het laatste werd. Daarna werd de club ontbonden.

## Bekende (ex-)spelers
- Gheorghe Albu
- Lazăr Sfera
- Vasile Deheleanu
- Silviu Bindea
- Bazil Marian